# Eppelheim
Eppelheim est une ville de Bade-Wurtemberg (Allemagne), située à proximité de Heidelberg dans l'arrondissement de Rhin-Neckar, dans l'aire urbaine Rhin-Neckar, dans le district de Karlsruhe.

## Jumelages
- Dammarie-lès-Lys (France)